# دریم‌ساید
دریم‌ساید (به انگلیسی: The Dreamside) گروهٔ موسیقی راک و متال است که در سال ۱۹۹۴ در هلند به‌وجود آمد.